# Círculo Popular de La Felguera

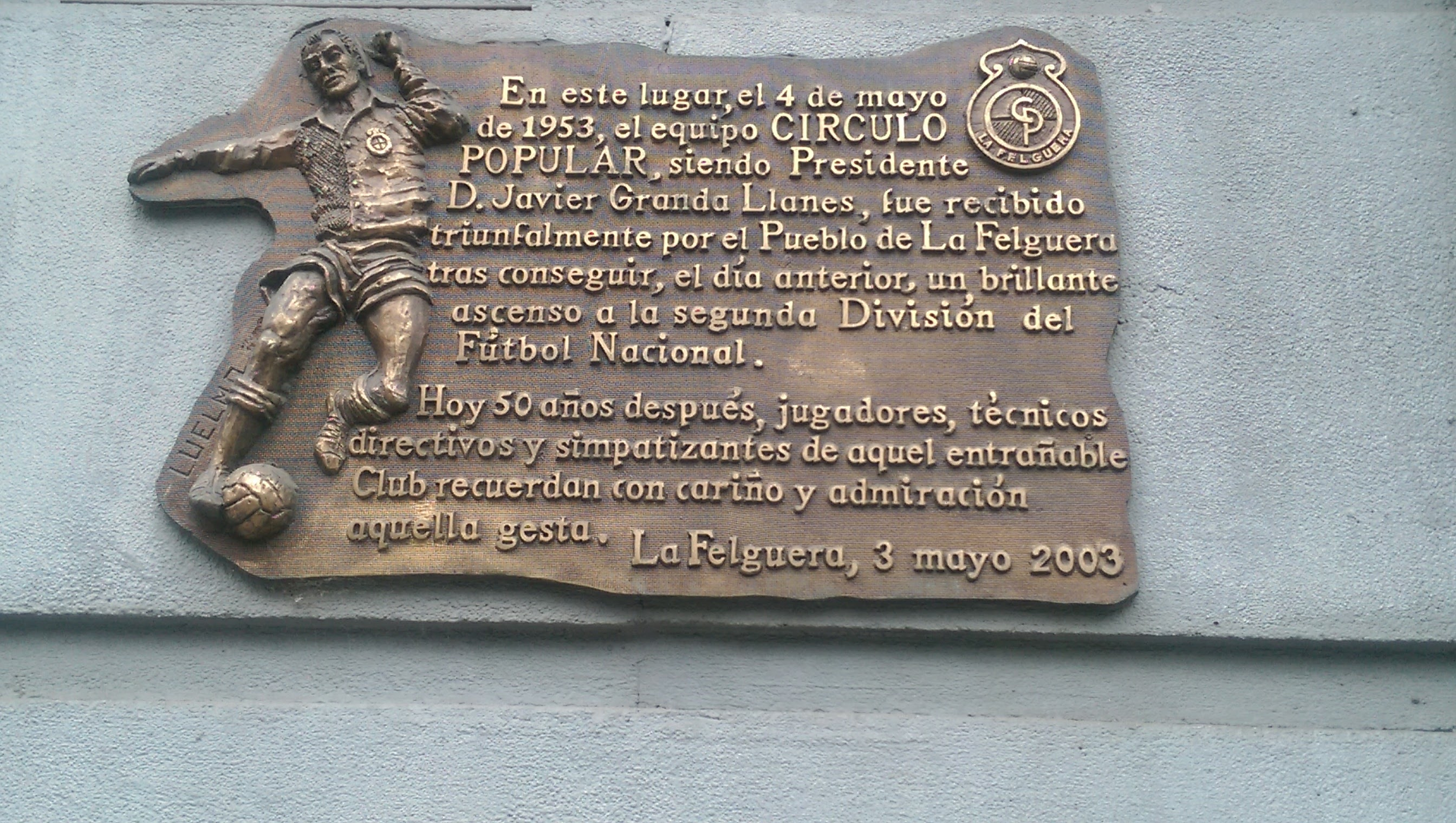
Placa conmemorativa

El Círculo Popular de La Felguera, también conocido en diferentes momentos como La Felguera Siderúrgica, fue un club de fútbol fundado en 1917, desapareciendo en 1961 al fusionarse junto con el Racing Club de Sama para formar el Unión Popular de Langreo.

## Historia
En 1917 se crea en La Felguera, Asturias, una asociación de carácter cultural y deportivo denominada Círculo Popular. En 1917, y con jugadores del Atlético Felguerino, ya se tienen datos oficiales de la existencia del club, que provienen de la Federación Regional Cantábrica.
El equipo ascendió a la Segunda División Española en la temporada 1952-1953, donde permaneció hasta 1958, bajo el nombre de "La Felguera Siderúrgica Círculo Popular". El gran recibimiento del equipo en 1953 tras ascender se recuerda gracias a una placa inaugurada en 2003 en la Casa de los Siete Pisos de La Felguera.
El estadio del equipo era La Barraca, que continuó como estadio del nuevo equipo Unión Popular de Langreo bajo el nombre de Estadio Ganzábal.

## Temporada a temporada
| Temporada   | Nivel | Nombre       | Posición | Copa del Rey |
| ----------- | ----- | ------------ | -------- | ------------ |
| 1917 a 1940 | -     | Regional     | --       |              |
| 1941/42     | 4     | 1.º Regional | 3.º      |              |
| 1942/43     | 4     | 1.º Regional | 1.º      |              |
| 1943/44     | 3     | Tercera      | 9.º      | 1R           |
| 1944/45     | 3     | Tercera      | 6.º      |              |
| 1945/46     | 3     | Tercera      | 1.º      |              |
| 1946/47     | 3     | Tercera      | 7.º      |              |
| 1947/48     | 3     | Tercera      | 6.º      | 4R           |
| 1948/49     | 3     | Tercera      | 4.º      | 2R           |
| 1949/50     | 3     | Tercera      | 8.º      |              |
| 1950/51     | 3     | Tercera      | 6.º      |              |
| 1951/52     | 3     | Tercera      | 2.º      |              |
| 1952/53     | 3     | Tercera      | 1.º      |              |
| 1953/54     | 2     | Segunda      | 13.º     |              |
| 1954/55     | 2     | Segunda      | 7.º      |              |
| 1955/56     | 2     | Segunda      | 13.º     |              |
| 1956/57     | 2     | Segunda      | 15.º     |              |
| 1957/58     | 2     | Segunda      | 18.º     |              |
| 1958/59     | 3     | Tercera      | 1.º      |              |
| 1959/60     | 3     | Tercera      | 2.º      |              |
| 1960/61     | 3     | Tercera      | 1.º      |              |

## Palmarés
- Datos: Q5013776